# Августин из Капуи
Августин (погиб в 260 году) — священномученик, епископ Капуи (249—260). День памяти — 15 ноября.
Святой Августин был другом святого Киприана Карфагенского и происходил из тех же мест в Африке. Он бежал оттуда, обосновавшись в Капуе со своей матерью, святой Фелицитой (Felicita). Став епископом Капуи ещё во времена императора Деция в 249 году, он получал смертельные угрозы, которые претерпевал с мужеством. Он вместе с матерью был умучен 15 ноября не позднее 260 года, во времена императора Валериана. Святые Августин и Фелицита почивают в храме Святой Софии в Беневенто, перенесённые туда в 768 году лангобардским князем Арехисом II.
Преемником Августина на кафедре был святой Квинт.